# Reaction Injection Moulding
Reaction Injection Moulding (RIM) oder Reinforced Reaction Injection Moulding (RRIM) ist ein Urformverfahren zur Herstellung von Kunststoffformteilen. Dabei werden zwei Komponenten (und eventuell weitere Zusätze) in einem Mischer intensiv gemischt und unmittelbar anschließend als Reaktionsmasse in ein formgebendes Werkzeug gespritzt. Die Aushärtung findet in der Form statt. Kennzeichnend für dieses Verfahren ist unter anderem ein geringer Zuhaltedruck der Formwerkzeuge. Die Zeiträume, die benötigt werden, um das Formwerkzeug für ein neues Formteil zur Verfügung zu stellen, liegen bei diesem Verfahren zwischen einer Minute und fünf Minuten. RIM findet bevorzugt bei der Herstellung von Formteilen aus Polyurethan, wie z. B. für die Automobilindustrie, Verwendung.
Formteile aus dem RIM-Prozess stehen in Konkurrenz zu solchen aus dem Spritzgießverfahren. Die Reaktionsmassen aus dem RIM-Prozess weisen gegenüber thermoplastischen Schmelzen aufgrund ihrer niedrigen Viskosität ein günstigeres Fließverhalten auf. Somit lassen sich bei gleicher Wanddicke größere Fließwege erreichen. Dem steht ein erhöhter Aufwand bei der Dichtung und Dosierung sowie längere Prozesszeiten bei der Herstellung gegenüber.
An das RIM-Verfahren ist das S-RIM- (Structural RIM) oder MM-RIM-Verfahren (Mat Molding RIM) angelehnt, bei dem ein Verstärkungsbauteil von der Reaktionsmasse eingeschlossen wird.